# Tony Dunne
Tony Dunne (24. července 1941, Dublin – 8. června 2020) byl irský fotbalový obránce.

## Fotbalová kariéra
V letech 1958-1960 hrál irskou ligu za Shelbourne FC. V letech 1960-1973 hrál v anglické nejvyšší soutěži za Manchester United FC. Nastoupil ve 414 ligových utkáních a dal 2 góly. S Manchester United FC vyhrál v sezóně 1967/68 Pohár mistrů evropských zemí. V letech 1965 a 1967 získal s Manchesterem anglický titul, v roce 1963 Anglický pohár a v letech 1965 a 1967 FA Charity Shield. V Poháru mistrů evropských zemí nastoupil ve 23 utkáních, v Poháru vítězů pohárů nastoupil v 6 utkáních, v Poháru UEFA nastoupil v 11 utkáních a v Interkontinentálním poháru nastoupil ve 2 utkáních. Po odchodu z Manchesteru hrál ve druhé nejvyšší anglické soutěži za tým Bolton Wanderers FC, se kterým v roce 1978 postoupil do nejvyšší soutěže a v následujícím ročníku přidal dalších 26 utkání v nejvyšší soutěži. Kariéru zakončil v North American Soccer League v týmu Detroit Express. Za irskou fotbalovou reprezentaci nastoupil v letech 1962-1975 ve 33 utkáních. V roce 1969 byl vyhlášen irským fotbalistou roku.

## Ligová bilance
| Ročník                                     | Zápasy | Góly | Klub                 |
| ------------------------------------------ | ------ | ---- | -------------------- |
| League of Ireland Premier Division 1959/60 | 18     | 4    | Shelbourne FC        |
| Football League First Division 1960/61     | 3      | 0    | Manchester United FC |
| Football League First Division 1961/62     | 28     | 0    | Manchester United FC |
| Football League First Division 1962/63     | 25     | 0    | Manchester United FC |
| Football League First Division 1963/63     | 40     | 0    | Manchester United FC |
| Football League First Division 1964/65     | 42     | 0    | Manchester United FC |
| Football League First Division 1965/66     | 40     | 1    | Manchester United FC |
| Football League First Division 1966/67     | 40     | 0    | Manchester United FC |
| Football League First Division 1967/68     | 37     | 1    | Manchester United FC |
| Football League First Division 1968/69     | 33     | 0    | Manchester United FC |
| Football League First Division 1969/70     | 33     | 0    | Manchester United FC |
| Football League First Division 1970/71     | 35     | 0    | Manchester United FC |
| Football League First Division 1971/72     | 34     | 0    | Manchester United FC |
| Football League First Division 1972/73     | 24     | 0    | Manchester United FC |
| Football League Second Division 1973/74    | 12     | 0    | Bolton Wanderers FC  |
| Football League Second Division 1974/75    | 34     | 0    | Bolton Wanderers FC  |
| Football League Second Division 1975/76    | 35     | 0    | Bolton Wanderers FC  |
| Football League Second Division 1976/77    | 31     | 0    | Bolton Wanderers FC  |
| Football League Second Division 1977/78    | 32     | 0    | Bolton Wanderers FC  |
| Football League First Division 1978/79     | 26     | 0    | Bolton Wanderers FC  |
| North American Soccer League 1979          | 12     | 0    | Detroit Express      |
| CELKEM                                     | 614    | 6    |                      |